# Thomas Rowlands

Zawodnik Ohio State Buckeyes

Thomas "Tommy" David Rowlands (ur. 3 czerwca 1981) – amerykański zapaśnik. Piąty na mistrzostwach świata w 2007. Drugi na igrzyskach panamerykańskich w 2007. Trzykrotny medalista na mistrzostwach panamerykańskich, złoto w 2008. Mistrz uniwersjady w 2005. Wicemistrz świata juniorów z 2000 roku.
Zawodnik Bishop Ready High School z Columbus i Ohio State University. Cztery razy All-American (2001–2004) w NCAA Division I, pierwszy w 2002 i 2004; drugi w 2001; szósty w 2003 roku.